# Liste der Nummer-eins-Hits in Japan (2024)
Diese Liste der japanischen Nummer-eins-Hits enthält die Daten von 2024. Alle Angaben basieren auf den offiziellen japanischen Charts von Oricon.

## Singles
| ← 2023 ← | Liste der Nummer-eins-Hits in Japan | Liste der Nummer-eins-Hits in Japan          | Liste der Nummer-eins-Hits in Japan | 2025 →                    |
| \| Zeitraum \| Wo. ges. \| Interpret \| Titel Autor(en) \| Zusätzliche Informationen \| \| (Zeitraum, Wochen auf Platz eins, Interpret, Titel, Autor[en], zusätzliche Informationen) \| \| \| \| \| \| ----------------------------------------------------------------------------------------- \| -------- \| -------------------------------------------- \| ---------------------------------------------------------------------------------------------------------------------------------------------------------------------------------------------------------------------------------------------------------------------- \| ------------------------- \| \| 1. Januar 2024 – 7. Januar 2024 1 Woche \| 1 \| Kis-My-Ft2 \| Heartbreaker / C’monova Musik: Kazuaki Minemoto, Atsushi Shimada, Leroy Bejarano Sánchez; Text: Kanata Okajima / Ishizu Takamitsu \| – \| \| 8. Januar 2024 – 14. Januar 2024 1 Woche \| 1 \| Liella! リエラ \| Shekira シェキラ Musik: Ryuki Koike, Hoffnung; Text: Junko Miyajima \| – \| \| 15. Januar 2024 – 21. Januar 2024 1 Woche \| 1 \| STU48 \| Kimi wa Nani wo Kōkai Suru no ka? 君は何を後悔するのか? Musik: Tsuruku Masaharu; Text: Yasushi Akimoto \| – \| \| 22. Januar 2024 – 28. Januar 2024 1 Woche \| 1 \| Kanjani8 関ジャニ∞ \| Anthropos アンスロポス? Kitani Tatsuya \| – \| \| 29. Januar 2024 – 4. Februar 2024 1 Woche \| 1 \| DXTeen \| Snowin’ Park Se-yong, Heo Yeoung-su, Moon Hanmiru, Lim Jae-beom \| – \| \| 5. Februar 2024 – 11. Februar 2024 1 Woche \| 1 \| OWV \| Bremen Brad.K, Tommy Clint, Xisco, Zero \| – \| \| 12. Februar 2024 – 18. Februar 2024 1 Woche \| 1 \| Snow Man \| Love Trigger / We’ll Go Together Yu, Choji, Kenji, Shuki / Nobuhiro Tahara \| – \| \| 19. Februar 2024 – 25. Februar 2024 1 Woche \| 1 \| Sakurazaka46 櫻坂46 \| Ikutsu no Koro ni Modoritai no ka? 何歳の頃に戻りたいのか? Musik: Hiroshi Satō, Mariko Yamauchi; Text: Yasushi Akimoto \| – \| \| 26. Februar 2024 – 3. März 2024 1 Woche \| 1 \| SKE48 \| Ai no Hologram 愛のホログラム Musik: Shota Kamatani; Text: Yasushi Akimoto \| – \| \| 4. März 2024 – 10. März 2024 1 Woche \| 1 \| Sexy Zone \| Puzzle Musik: Namioka Shintarō; Text: Kanai Masato \| – \| \| 11. März 2024 – 17. März 2024 1 Woche \| 1 \| AKB48 \| Colorcon Wink カラコンウインク Musik: Inoue Yoshimasa; Text: Yasushi Akimoto \| – \| \| 18. März 2024 – 24. März 2024 1 Woche \| 1 \| Zerobaseone \| Yura Yura (Unmei no Hana) ゆらゆら -運命の花- Musik: Lee Woo-min, Justin Robert Reinstein, Shin Sung-min, Lee Weon-jun; Text: Ryo Ito, Tsingtao, Nara Hiyori, Cha Yi-rin, Ryu Myeong-won, Hanmina, Lee Eun-young \| – \| \| 25. März 2024 – 31. März 2024 1 Woche \| 1 \| Knight A 騎士 A \| Eden Funk Uchino, Toshiya Hosokawa, Silly Temba, Gigi \| – \| \| 1. April 2024 – 7. April 2024 1 Woche \| 1 \| Real Idol Project リアルアイドルプロジェクト \| Tokimeki United トキメキ United \| – \| \| 8. April 2024 – 14. April 2024 1 Woche \| 1 \| Nogizaka46 乃木坂46 \| Chance wa Byōdō チャンスは平等 Musik: Daisuke Nakamura; Text: Yasushi Akimoto \| – \| \| 15. April 2024 – 21. April 2024 1 Woche \| 1 \| Me:I \| Mirai (Click / Sugar Bomb) Jar, Ciara Isabel Muscat, Daniel Roughley, Timothy Tan, Kakinuma Masami, Rose Blueming / Do Je-hyun, Kim Hyun, Kim Min-hyuk, Lee Se-hwan, Nara Hiyori \| – \| \| 22. April 2024 – 28. April 2024 1 Woche \| 1 \| West \| Heart / Fate ハート / Fate Yanagisawa Ryota / Shingo Kubota, Watanabe Yuta, Akira, Yohei \| – \| \| 29. April 2024 – 5. Mai 2024 1 Woche \| 1 \| SixTones \| Neiro 音色 Saeki Yusuke \| – \| \| 6. Mai 2024 – 12. Mai 2024 1 Woche \| 1 \| Hinatazaka46 日向坂46 \| Kimi wa Honeydew 君はハニーデュー Musik: Nomura Yoichiro; Text: Akimoto Yasushi \| – \| \| 13. Mai 2024 – 19. Mai 2024 1 Woche \| 1 \| Ae! Group Aぇ! group \| 《A》Beginning Musik: Ryosakuma; Text: Kawashima Ryosuke \| – \| \| 20. Mai 2024 – 26. Mai 2024 1 Woche \| 1 \| King & Prince \| Halfmoon / Moooove!! Kobayashi Takeshi / Ayumu Imazu \| – \| \| 27. Mai 2024 – 2. Juni 2024 1 Woche \| 1 \| JO1 \| Hitchhiker (Love Seeker) Dae Seong-ho, Oh Yang-woo, Zamun, Charlotte Louise Jaye Wilson, Marcelo Brito Soares Moura, Lee Eun-young, Kakinuma Masami \| – \| \| 3. Juni 2024 – 9. Juni 2024 1 Woche \| 1 \| Strawberry Prince すとぷり \| Hajimari no Monogatari (Chikai no Hanataba o ‘With You’) はじまりの物語(誓いの花束を～With You～) HoneyWorks \| – \| \| 10. Juni 2024 – 16. Juni 2024 1 Woche \| 1 \| Nearly Equal Joy \| Taīkukan Disco 体育館ディスコ Musik: Kōji Gotō; Text: Rino Sashihara \| – \| \| 17. Juni 2024 – 23. Juni 2024 1 Woche \| 1 \| Is:sue \| Connect / Static [1st Is:sue] Musik: Logos, Kurtz, Boran; Text: Masami Kakinuma, Rose Blueming, Hiyori Nara / Musik: Logos, Kurtz, Livy; Text: Rose Blueming, Hiyori Nara, Anna Kusakawa \| – \| \| 24. Juni 2024 – 30. Juni 2024 1 Woche \| 1 \| INI \| Loud [The Frame] Musik: Bae Jae-wook, Harold François Henri Philippon, Michael Chun-Fai Chung, Moon Ye-wool, Okhan Ünver, Kim Chan-woo, Lee Min-young, Ronnie Scholtes; Text: Lee Ji-soo , Yumi Yagi, Ayano Hikita \| – \| \| 1. Juli 2024 – 7. Juli 2024 1 Woche \| 1 \| Tomorrow X Together \| Hitotsu no chikai (We’ll Never Change) ひとつの誓い Bang Si-hyuk, Lee Seung-soo, Jordan Shaw, Kwon Do-hyeong, Lee Seung-jae, Sqvare, Rintaro Ohashi, Soma Genda \| – \| \| 8. Juli 2024 – 14. Juli 2024 1 Woche \| 1 \| SixTones \| Gong / Koko ni kaette kite Gong / ここに帰ってきて Zembnal / Sam Homma, MS, Kureha Ryuichi, Utoro Sunset \| – \| \| 15. Juli 2024 – 21. Juli 2024 1 Woche \| 1 \| AKB48 \| Koi tsunjatta 恋 詰んじゃった Musik: Inoue Yoshimasa; Text: Yasushi Akimoto \| – \| \| 22. Juli 2024 – 28. Juli 2024 1 Woche \| 1 \| The Rampage from Exile Tribe \| 24 Karats Gold Genesis Sty \| – \| \| 29. Juli 2024 – 4. August 2024 1 Woche \| 1 \| Snow Man \| Breakout / Kimi wa Boku no Mono Breakout / 君は僕のもの Tomoaki Nagasawa, Seung Jun, Sorato, Ryo Ito, Miwa, Kosuke / Youth Case, Erik Gustaf Lidbom \| – \| \| 5. August 2024 – 11. August 2024 1 Woche \| 1 \| &Team \| Aorashi 青嵐 Cyrus Villanueva, Jacob Aaron, Ned Houston, Rintaro Ohashi, Okhan Ünver, Ronnie Scholtes, Ryan Curtis, Kwon Do-hyeong, Soma Genda, Bang Si-hyuk \| – \| \| 12. August 2024 – 18. August 2024 1 Woche \| 1 \| Morning Musume ’24 モーニング娘。’24 \| Nandaka Sentimental na Toki no Uta / Saikiyō なんだかセンチメンタルな時の歌/最KIYOU Mitsuo Terada / Kaoru Okubu, Ameko Kodama \| – \| \| 19. August 2024 – 25. August 2024 1 Woche \| 1 \| Nogizaka46 乃木坂46 \| Cheat Day チートデイ Musik: Masahiro Kawaura; Text: Yasushi Akimoto \| – \| \| 26. August 2024 – 1. September 2024 1 Woche \| 1 \| Naniwa Danshi なにわ男子 \| Koisuru Hikari コイスルヒカリ Kazunari Okada, Takeo Kajiwara \| – \| \| 2. September 2024 – 8. September 2024 1 Woche \| 1 \| Riize \| Lucky Benjamin Daniele Wahlgren Ingrosso, Robert Sören Habolin, Takahashi Shiho \| – \| \| 9. September 2024 – 15. September 2024 1 Woche \| 1 \| West \| Mā ikka! まぁいっか! Meiyo \| – \| \| 16. September 2024 – 22. September 2024 1 Woche \| 1 \| Hinatazaka46 日向坂46 \| Zettai teki dairokkan 絶対的第六感 Musik: Satori Shiraishi; Text: Yasushi Akimoto \| – \| \| 23. September 2024 – 29. September 2024 1 Woche \| 1 \| Hey! Say! Jump \| Ump Musik: Hiroshi Satō, Mariko Yamauchi; Text: Kenta Kataoka \| – \| \| 30. September 2024 – 6. Oktober 2024 1 Woche \| 1 \| JO1 \| Where Do We Go Nara Hiyori, Koo Ji-eun, Ryan Shin, 808Malc, Yeo Sang-yoon \| – \| \| 7. Oktober 2024 – 13. Oktober 2024 1 Woche \| 1 \| Ae! Group Aぇ! group \| Gotta Be Seiji Takagi, Peach, Oni \| – \| \| 14. Oktober 2024 – 20. Oktober 2024 1 Woche \| 1 \| Nearly Equal Joy \| Hatsukoi Cinderella 初恋シンデレラ Musik: Kanata Saito; Text: Rino Sashihara \| – \| \| 21. Oktober 2024 – 27. Oktober 2024 1 Woche \| 1 \| Sakurazaka46 櫻坂46 \| I Want Tomorrow to Come Musik: Hiroshi Satō, Mariko Yamauchi; Text: Yasushi Akimoto \| – \| \| 28. Oktober 2024 – 3. November 2024 1 Woche \| 1 \| INI \| The View (WMDA – Where My Drums At) Musik: Dominic Ray Strandemo, Jakob Mihoubi, Rudi Daouk; Text: Arata Yokoyama, Kikue Horikoshi, Mineko Saitou \| – \| \| 4. November 2024 – 10. November 2024 1 Woche \| 1 \| Bullet Train 超特急 \| Awa awa Megumi Miyazaki, Sota Hanamura, Louis \| – \| \| 11. November 2024 – 17. November 2024 1 Woche \| 1 \| News \| Atchi muite hoi あっちむいてほい Zettakun \| – \| \| 18. November 2024 – 24. November 2024 1 Woche \| 1 \| Timelesz \| Because Musik: Shogo, Tsubasa; Text: Fuma Kikuchi \| – \| \| 25. November 2024 – 1. Dezember 2024 1 Woche \| 1 \| Seventeen \| Shōhi kigen 消費期限 Lee Ji-hoon, Kye Bum-joo, Park Ki-tae \| – \| \| 2. Dezember 2024 – 8. Dezember 2024 1 Woche \| 1 \| TWS \| Last Bell (Last Festival) Lee Hang-kyu, Ninos Hanna, Taylor Jones, Christopher Hans Sebastian Vahlberg, Charlotte Wilson, Ebenezer Olaoluwa Fabiyi, Jeon Jin, Park Heon-seo, Kim Hye-jung, Mun Yeo-reum, Lee Seungpil, Marcelo Moura, Kim Hyung-soo, Jeong Hyeon-cheol \| – \| \| 9. Dezember 2024 – 15. Dezember 2024 1 Woche \| 1 \| Nogizaka46 乃木坂46 \| Hodōkyō 歩道橋 Musik: Takafumi Fujino, Hiroshi Satō, Mariko Yamauchi, Katsuhiko Sugiyama; Text: Yasushi Akimoto \| – \| \| 16. Dezember 2024 – 22. Dezember 2024 1 Woche \| 1 \| Aqours \| Eikyuu Hours 永久hours Musik: Kanata Okajima, Hayato Yamamoto; Text: Aki Hata \| – \| \| 23. Dezember 2024 – 29. Dezember 2024 1 Woche \| 1 \| Gang Parade ギャングパレード \| Sparkling Moon / Good Luck, My Future Sparkling Moon / グッドラック・マイフューチャー Fuminsho / Kayoko Kusano \| – \| \| 30. Dezember 2024 – 5. Januar 2025 1 Woche \| 1 \| SKE48 \| Kokuhaku Shinpakusū 告白心拍数 Musik: Ryota Kato; Text: Yasushi Akimoto \| – \| |                                     |                                              | |                           |
| ← 2023 |                                     |                                              | | → 2025 →                  |
| Zeitraum | Wo. ges.                            | Interpret                                    | Titel Autor(en) | Zusätzliche Informationen |
| (Zeitraum, Wochen auf Platz eins, Interpret, Titel, Autor[en], zusätzliche Informationen) |                                     |                                              | |                           |
| 1. Januar 2024 – 7. Januar 2024 1 Woche | 1                                   | Kis-My-Ft2                                   | Heartbreaker / C’monova Musik: Kazuaki Minemoto, Atsushi Shimada, Leroy Bejarano Sánchez; Text: Kanata Okajima / Ishizu Takamitsu | –                         |
| 8. Januar 2024 – 14. Januar 2024 1 Woche | 1                                   | Liella! リエラ                               | Shekira シェキラ Musik: Ryuki Koike, Hoffnung; Text: Junko Miyajima | –                         |
| 15. Januar 2024 – 21. Januar 2024 1 Woche | 1                                   | STU48                                        | Kimi wa Nani wo Kōkai Suru no ka? 君は何を後悔するのか? Musik: Tsuruku Masaharu; Text: Yasushi Akimoto | –                         |
| 22. Januar 2024 – 28. Januar 2024 1 Woche | 1                                   | Kanjani8 関ジャニ∞                           | Anthropos アンスロポス? Kitani Tatsuya | –                         |
| 29. Januar 2024 – 4. Februar 2024 1 Woche | 1                                   | DXTeen                                       | Snowin’ Park Se-yong, Heo Yeoung-su, Moon Hanmiru, Lim Jae-beom | –                         |
| 5. Februar 2024 – 11. Februar 2024 1 Woche | 1                                   | OWV                                          | Bremen Brad.K, Tommy Clint, Xisco, Zero | –                         |
| 12. Februar 2024 – 18. Februar 2024 1 Woche | 1                                   | Snow Man                                     | Love Trigger / We’ll Go Together Yu, Choji, Kenji, Shuki / Nobuhiro Tahara | –                         |
| 19. Februar 2024 – 25. Februar 2024 1 Woche | 1                                   | Sakurazaka46 櫻坂46                          | Ikutsu no Koro ni Modoritai no ka? 何歳の頃に戻りたいのか? Musik: Hiroshi Satō, Mariko Yamauchi; Text: Yasushi Akimoto | –                         |
| 26. Februar 2024 – 3. März 2024 1 Woche | 1                                   | SKE48                                        | Ai no Hologram 愛のホログラム Musik: Shota Kamatani; Text: Yasushi Akimoto | –                         |
| 4. März 2024 – 10. März 2024 1 Woche | 1                                   | Sexy Zone                                    | Puzzle Musik: Namioka Shintarō; Text: Kanai Masato | –                         |
| 11. März 2024 – 17. März 2024 1 Woche | 1                                   | AKB48                                        | Colorcon Wink カラコンウインク Musik: Inoue Yoshimasa; Text: Yasushi Akimoto | –                         |
| 18. März 2024 – 24. März 2024 1 Woche | 1                                   | Zerobaseone                                  | Yura Yura (Unmei no Hana) ゆらゆら -運命の花- Musik: Lee Woo-min, Justin Robert Reinstein, Shin Sung-min, Lee Weon-jun; Text: Ryo Ito, Tsingtao, Nara Hiyori, Cha Yi-rin, Ryu Myeong-won, Hanmina, Lee Eun-young                                                       | –                         |
| 25. März 2024 – 31. März 2024 1 Woche | 1                                   | Knight A 騎士 A                              | Eden Funk Uchino, Toshiya Hosokawa, Silly Temba, Gigi | –                         |
| 1. April 2024 – 7. April 2024 1 Woche | 1                                   | Real Idol Project リアルアイドルプロジェクト | Tokimeki United トキメキ United | –                         |
| 8. April 2024 – 14. April 2024 1 Woche | 1                                   | Nogizaka46 乃木坂46                          | Chance wa Byōdō チャンスは平等 Musik: Daisuke Nakamura; Text: Yasushi Akimoto | –                         |
| 15. April 2024 – 21. April 2024 1 Woche | 1                                   | Me:I                                         | Mirai (Click / Sugar Bomb) Jar, Ciara Isabel Muscat, Daniel Roughley, Timothy Tan, Kakinuma Masami, Rose Blueming / Do Je-hyun, Kim Hyun, Kim Min-hyuk, Lee Se-hwan, Nara Hiyori                                                                                       | –                         |
| 22. April 2024 – 28. April 2024 1 Woche | 1                                   | West                                         | Heart / Fate ハート / Fate Yanagisawa Ryota / Shingo Kubota, Watanabe Yuta, Akira, Yohei | –                         |
| 29. April 2024 – 5. Mai 2024 1 Woche | 1                                   | SixTones                                     | Neiro 音色 Saeki Yusuke | –                         |
| 6. Mai 2024 – 12. Mai 2024 1 Woche | 1                                   | Hinatazaka46 日向坂46                        | Kimi wa Honeydew 君はハニーデュー Musik: Nomura Yoichiro; Text: Akimoto Yasushi | –                         |
| 13. Mai 2024 – 19. Mai 2024 1 Woche | 1                                   | Ae! Group Aぇ! group                         | 《A》Beginning Musik: Ryosakuma; Text: Kawashima Ryosuke | –                         |
| 20. Mai 2024 – 26. Mai 2024 1 Woche | 1                                   | King & Prince                                | Halfmoon / Moooove!! Kobayashi Takeshi / Ayumu Imazu | –                         |
| 27. Mai 2024 – 2. Juni 2024 1 Woche | 1                                   | JO1                                          | Hitchhiker (Love Seeker) Dae Seong-ho, Oh Yang-woo, Zamun, Charlotte Louise Jaye Wilson, Marcelo Brito Soares Moura, Lee Eun-young, Kakinuma Masami | –                         |
| 3. Juni 2024 – 9. Juni 2024 1 Woche | 1                                   | Strawberry Prince すとぷり                   | Hajimari no Monogatari (Chikai no Hanataba o ‘With You’) はじまりの物語(誓いの花束を～With You～) HoneyWorks | –                         |
| 10. Juni 2024 – 16. Juni 2024 1 Woche | 1                                   | Nearly Equal Joy                             | Taīkukan Disco 体育館ディスコ Musik: Kōji Gotō; Text: Rino Sashihara | –                         |
| 17. Juni 2024 – 23. Juni 2024 1 Woche | 1                                   | Is:sue                                       | Connect / Static [1st Is:sue] Musik: Logos, Kurtz, Boran; Text: Masami Kakinuma, Rose Blueming, Hiyori Nara / Musik: Logos, Kurtz, Livy; Text: Rose Blueming, Hiyori Nara, Anna Kusakawa                                                                               | –                         |
| 24. Juni 2024 – 30. Juni 2024 1 Woche | 1                                   | INI                                          | Loud [The Frame] Musik: Bae Jae-wook, Harold François Henri Philippon, Michael Chun-Fai Chung, Moon Ye-wool, Okhan Ünver, Kim Chan-woo, Lee Min-young, Ronnie Scholtes; Text: Lee Ji-soo , Yumi Yagi, Ayano Hikita                                                     | –                         |
| 1. Juli 2024 – 7. Juli 2024 1 Woche | 1                                   | Tomorrow X Together                          | Hitotsu no chikai (We’ll Never Change) ひとつの誓い Bang Si-hyuk, Lee Seung-soo, Jordan Shaw, Kwon Do-hyeong, Lee Seung-jae, Sqvare, Rintaro Ohashi, Soma Genda | –                         |
| 8. Juli 2024 – 14. Juli 2024 1 Woche | 1                                   | SixTones                                     | Gong / Koko ni kaette kite Gong / ここに帰ってきて Zembnal / Sam Homma, MS, Kureha Ryuichi, Utoro Sunset | –                         |
| 15. Juli 2024 – 21. Juli 2024 1 Woche | 1                                   | AKB48                                        | Koi tsunjatta 恋 詰んじゃった Musik: Inoue Yoshimasa; Text: Yasushi Akimoto | –                         |
| 22. Juli 2024 – 28. Juli 2024 1 Woche | 1                                   | The Rampage from Exile Tribe                 | 24 Karats Gold Genesis Sty | –                         |
| 29. Juli 2024 – 4. August 2024 1 Woche | 1                                   | Snow Man                                     | Breakout / Kimi wa Boku no Mono Breakout / 君は僕のもの Tomoaki Nagasawa, Seung Jun, Sorato, Ryo Ito, Miwa, Kosuke / Youth Case, Erik Gustaf Lidbom | –                         |
| 5. August 2024 – 11. August 2024 1 Woche | 1                                   | &Team                                        | Aorashi 青嵐 Cyrus Villanueva, Jacob Aaron, Ned Houston, Rintaro Ohashi, Okhan Ünver, Ronnie Scholtes, Ryan Curtis, Kwon Do-hyeong, Soma Genda, Bang Si-hyuk | –                         |
| 12. August 2024 – 18. August 2024 1 Woche | 1                                   | Morning Musume ’24 モーニング娘。’24         | Nandaka Sentimental na Toki no Uta / Saikiyō なんだかセンチメンタルな時の歌/最KIYOU Mitsuo Terada / Kaoru Okubu, Ameko Kodama | –                         |
| 19. August 2024 – 25. August 2024 1 Woche | 1                                   | Nogizaka46 乃木坂46                          | Cheat Day チートデイ Musik: Masahiro Kawaura; Text: Yasushi Akimoto | –                         |
| 26. August 2024 – 1. September 2024 1 Woche | 1                                   | Naniwa Danshi なにわ男子                     | Koisuru Hikari コイスルヒカリ Kazunari Okada, Takeo Kajiwara | –                         |
| 2. September 2024 – 8. September 2024 1 Woche | 1                                   | Riize                                        | Lucky Benjamin Daniele Wahlgren Ingrosso, Robert Sören Habolin, Takahashi Shiho | –                         |
| 9. September 2024 – 15. September 2024 1 Woche | 1                                   | West                                         | Mā ikka! まぁいっか! Meiyo | –                         |
| 16. September 2024 – 22. September 2024 1 Woche | 1                                   | Hinatazaka46 日向坂46                        | Zettai teki dairokkan 絶対的第六感 Musik: Satori Shiraishi; Text: Yasushi Akimoto | –                         |
| 23. September 2024 – 29. September 2024 1 Woche | 1                                   | Hey! Say! Jump                               | Ump Musik: Hiroshi Satō, Mariko Yamauchi; Text: Kenta Kataoka | –                         |
| 30. September 2024 – 6. Oktober 2024 1 Woche | 1                                   | JO1                                          | Where Do We Go Nara Hiyori, Koo Ji-eun, Ryan Shin, 808Malc, Yeo Sang-yoon | –                         |
| 7. Oktober 2024 – 13. Oktober 2024 1 Woche | 1                                   | Ae! Group Aぇ! group                         | Gotta Be Seiji Takagi, Peach, Oni | –                         |
| 14. Oktober 2024 – 20. Oktober 2024 1 Woche | 1                                   | Nearly Equal Joy                             | Hatsukoi Cinderella 初恋シンデレラ Musik: Kanata Saito; Text: Rino Sashihara | –                         |
| 21. Oktober 2024 – 27. Oktober 2024 1 Woche | 1                                   | Sakurazaka46 櫻坂46                          | I Want Tomorrow to Come Musik: Hiroshi Satō, Mariko Yamauchi; Text: Yasushi Akimoto | –                         |
| 28. Oktober 2024 – 3. November 2024 1 Woche | 1                                   | INI                                          | The View (WMDA – Where My Drums At) Musik: Dominic Ray Strandemo, Jakob Mihoubi, Rudi Daouk; Text: Arata Yokoyama, Kikue Horikoshi, Mineko Saitou | –                         |
| 4. November 2024 – 10. November 2024 1 Woche | 1                                   | Bullet Train 超特急                          | Awa awa Megumi Miyazaki, Sota Hanamura, Louis | –                         |
| 11. November 2024 – 17. November 2024 1 Woche | 1                                   | News                                         | Atchi muite hoi あっちむいてほい Zettakun | –                         |
| 18. November 2024 – 24. November 2024 1 Woche | 1                                   | Timelesz                                     | Because Musik: Shogo, Tsubasa; Text: Fuma Kikuchi | –                         |
| 25. November 2024 – 1. Dezember 2024 1 Woche | 1                                   | Seventeen                                    | Shōhi kigen 消費期限 Lee Ji-hoon, Kye Bum-joo, Park Ki-tae | –                         |
| 2. Dezember 2024 – 8. Dezember 2024 1 Woche | 1                                   | TWS                                          | Last Bell (Last Festival) Lee Hang-kyu, Ninos Hanna, Taylor Jones, Christopher Hans Sebastian Vahlberg, Charlotte Wilson, Ebenezer Olaoluwa Fabiyi, Jeon Jin, Park Heon-seo, Kim Hye-jung, Mun Yeo-reum, Lee Seungpil, Marcelo Moura, Kim Hyung-soo, Jeong Hyeon-cheol | –                         |
| 9. Dezember 2024 – 15. Dezember 2024 1 Woche | 1                                   | Nogizaka46 乃木坂46                          | Hodōkyō 歩道橋 Musik: Takafumi Fujino, Hiroshi Satō, Mariko Yamauchi, Katsuhiko Sugiyama; Text: Yasushi Akimoto | –                         |
| 16. Dezember 2024 – 22. Dezember 2024 1 Woche | 1                                   | Aqours                                       | Eikyuu Hours 永久hours Musik: Kanata Okajima, Hayato Yamamoto; Text: Aki Hata | –                         |
| 23. Dezember 2024 – 29. Dezember 2024 1 Woche | 1                                   | Gang Parade ギャングパレード                 | Sparkling Moon / Good Luck, My Future Sparkling Moon / グッドラック・マイフューチャー Fuminsho / Kayoko Kusano | –                         |
| 30. Dezember 2024 – 5. Januar 2025 1 Woche | 1                                   | SKE48                                        | Kokuhaku Shinpakusū 告白心拍数 Musik: Ryota Kato; Text: Yasushi Akimoto | –                         |

## Alben
| ← 2023 ← | Liste der Nummer-eins-Hits in Japan | Liste der Nummer-eins-Hits in Japan       | Liste der Nummer-eins-Hits in Japan                                  | 2025 →                    |
| \| Zeitraum \| Wo. ges. \| Interpret \| Titel \| Zusätzliche Informationen \| \| (Zeitraum, Wochen auf Platz eins, Interpret, Titel, zusätzliche Informationen) \| \| \| \| \| \| ------------------------------------------------------------------------------ \| -------- \| ----------------------------------------- \| -------------------------------------------------------------------- \| ------------------------- \| \| 1. Januar 2024 – 7. Januar 2024 1 Woche (insgesamt 2) \| 2 \| Treasure \| Reboot \| – \| \| 8. Januar 2024 – 14. Januar 2024 1 Woche \| 1 \| SixTones \| The Vibes \| – \| \| 15. Januar 2024 – 21. Januar 2024 1 Woche \| 1 \| Nearly Equal Joy \| Kitto, zettai, zettai きっと、絶対、絶対 \| – \| \| 22. Januar 2024 – 28. Januar 2024 1 Woche \| 1 \| Chō Tokimeki Sendenbu 超ときめき♡宣伝部 \| Tokimeku Koi to Seishun ときめく恋と青春 \| – \| \| 29. Januar 2024 – 4. Februar 2024 1 Woche \| 1 \| The Jet Boy Bangerz from Exile Tribe \| Photogenic \| – \| \| 5. Februar 2024 – 11. Februar 2024 1 Woche (insgesamt 2) \| 2 \| Seventeen \| Seventeenth Heaven \| – \| \| 12. Februar 2024 – 18. Februar 2024 1 Woche \| 1 \| INI \| Match Up \| – \| \| 19. Februar 2024 – 25. Februar 2024 1 Woche \| 1 \| Le Sserafim \| Easy \| – \| \| 26. Februar 2024 – 3. März 2024 1 Woche \| 1 \| Lil League from Exile Tribe \| Trickster \| – \| \| 4. März 2024 – 10. März 2024 1 Woche (insgesamt 2) \| 2 \| Seventeen \| Seventeenth Heaven \| – \| \| 11. März 2024 – 17. März 2024 1 Woche \| 1 \| West \| Award \| – \| \| 18. März 2024 – 24. März 2024 1 Woche \| 1 \| ≠ME \| Springtime in You \| – \| \| 25. März 2024 – 31. März 2024 1 Woche \| 1 \| Sandaime J Soul Brothers from Exile Tribe \| Land of Promise \| – \| \| 1. April 2024 – 7. April 2024 1 Woche \| 1 \| Tomorrow X Together \| Minisode 3: Tomorrow \| – \| \| 8. April 2024 – 14. April 2024 1 Woche (insgesamt 2) \| 2 \| Hikaru Utada 宇多田ヒカル \| Science Fiction \| – \| \| 15. April 2024 – 21. April 2024 1 Woche \| 1 \| Boynextdoor \| How? \| – \| \| 22. April 2024 – 28. April 2024 1 Woche (insgesamt 2) \| 2 \| Hikaru Utada 宇多田ヒカル \| Science Fiction \| – \| \| 29. April 2024 – 5. Mai 2024 1 Woche \| 1 \| Seventeen \| Best Album ‘17 Is Right Here’ \| – \| \| 6. Mai 2024 – 12. Mai 2024 1 Woche \| 1 \| Kis-My-Ft2 \| Synopsis \| – \| \| 13. Mai 2024 – 19. Mai 2024 1 Woche \| 1 \| Zerobaseone \| You Had Me at Hello \| – \| \| 20. Mai 2024 – 26. Mai 2024 1 Woche \| 1 \| Trip Knights \| Ensemble Stars!! Album Series あんさんぶるスターズ!!アルバムシリーズ \| – \| \| 27. Mai 2024 – 2. Juni 2024 1 Woche \| 1 \| The Yellow Monkey \| Sparkle X \| – \| \| 3. Juni 2024 – 9. Juni 2024 1 Woche \| 1 \| Ateez \| Golden Hour – Part 1 \| – \| \| 10. Juni 2024 – 16. Juni 2024 1 Woche \| 1 \| Naniwa Danshi なにわ男子 \| +Alpha \| – \| \| 17. Juni 2024 – 23. Juni 2024 1 Woche \| 1 \| Timelesz \| Timelesz \| – \| \| 24. Juni 2024 – 30. Juni 2024 1 Woche \| 1 \| Kōshi Inaba 稲葉浩志 \| Tadamono 只者 \| – \| \| 1. Juli 2024 – 7. Juli 2024 1 Woche \| 1 \| Riize \| Riizing \| – \| \| 8. Juli 2024 – 14. Juli 2024 1 Woche \| 1 \| Ado \| Zanmu 残夢 \| – \| \| 15. Juli 2024 – 21. Juli 2024 1 Woche \| 1 \| Enhypen \| Romance: Untold \| – \| \| 22. Juli 2024 – 28. Juli 2024 1 Woche \| 1 \| Niziu \| Rise Up \| – \| \| 29. Juli 2024 – 4. August 2024 1 Woche \| 1 \| Super Eight \| Super Eight \| – \| \| 5. August 2024 – 11. August 2024 1 Woche \| 1 \| News \| Japanews \| – \| \| 12. August 2024 – 18. August 2024 1 Woche \| 1 \| Takuya Kimura 木村拓哉 \| See You There \| – \| \| 19. August 2024 – 25. August 2024 1 Woche \| 1 \| Kenshi Yonezu 米津玄師 \| Lost Corner \| – \| \| 26. August 2024 – 1. September 2024 1 Woche \| 1 \| Be:First \| 2:Be \| – \| \| 2. September 2024 – 8. September 2024 1 Woche \| 1 \| Bump of Chicken \| Iris \| – \| \| 9. September 2024 – 15. September 2024 1 Woche \| 1 \| BoyNextDoor \| 19.99 \| – \| \| 16. September 2024 – 22. September 2024 1 Woche \| 1 \| Buddiis \| UtopiiA \| – \| \| 23. September 2024 – 29. September 2024 1 Woche \| 1 \| WayV \| The Highest \| – \| \| 30. September 2024 – 6. Oktober 2024 1 Woche \| 1 \| One n’ Only \| Fiesta \| – \| \| 7. Oktober 2024 – 13. Oktober 2024 1 Woche \| 1 \| Glay \| Back to the Pops \| – \| \| 14. Oktober 2024 – 20. Oktober 2024 1 Woche \| 1 \| Seventeen \| Spill the Feels \| – \| \| 21. Oktober 2024 – 27. Oktober 2024 1 Woche \| 1 \| Mariya Takeuchi 竹内まりや \| Precious Days \| – \| \| 28. Oktober 2024 – 3. November 2024 1 Woche \| 1 \| Snow Man \| Rays \| – \| \| 4. November 2024 – 10. November 2024 1 Woche \| 1 \| Tomorrow X Together \| The Star Chapter: Sanctuary \| – \| \| 11. November 2024 – 17. November 2024 1 Woche \| 1 \| Stray Kids \| Giant \| – \| \| 18. November 2024 – 24. November 2024 1 Woche \| 1 \| Enhypen \| Romance: Untold – Daydream \| – \| \| 25. November 2024 – 1. Dezember 2024 1 Woche \| 1 \| Hey! Say! Jump \| H+ \| – \| \| 2. Dezember 2024 – 8. Dezember 2024 1 Woche \| 1 \| Travis Japan \| VIIsual \| – \| \| 9. Dezember 2024 – 15. Dezember 2024 1 Woche \| 1 \| King & Prince \| Re:era \| – \| \| 16. Dezember 2024 – 22. Dezember 2024 1 Woche \| 1 \| &Team \| Yukiakari 雪明かり \| – \| \| 23. Dezember 2024 – 29. Dezember 2024 1 Woche \| 1 \| AKB48 \| Nantettatte AKB48 なんてったってAKB48 \| – \| \| 30. Dezember 2024 – 5. Januar 2025 1 Woche \| 1 \| Stray Kids \| Hop (Skzhop Hiptape) \| – \| |                                     |                                           |                                                                      |                           |
| ← 2023 |                                     |                                           |                                                                      | → 2025 →                  |
| Zeitraum | Wo. ges.                            | Interpret                                 | Titel                                                                | Zusätzliche Informationen |
| (Zeitraum, Wochen auf Platz eins, Interpret, Titel, zusätzliche Informationen) |                                     |                                           |                                                                      |                           |
| 1. Januar 2024 – 7. Januar 2024 1 Woche (insgesamt 2) | 2                                   | Treasure                                  | Reboot                                                               | –                         |
| 8. Januar 2024 – 14. Januar 2024 1 Woche | 1                                   | SixTones                                  | The Vibes                                                            | –                         |
| 15. Januar 2024 – 21. Januar 2024 1 Woche | 1                                   | Nearly Equal Joy                          | Kitto, zettai, zettai きっと、絶対、絶対                             | –                         |
| 22. Januar 2024 – 28. Januar 2024 1 Woche | 1                                   | Chō Tokimeki Sendenbu 超ときめき♡宣伝部   | Tokimeku Koi to Seishun ときめく恋と青春                             | –                         |
| 29. Januar 2024 – 4. Februar 2024 1 Woche | 1                                   | The Jet Boy Bangerz from Exile Tribe      | Photogenic                                                           | –                         |
| 5. Februar 2024 – 11. Februar 2024 1 Woche (insgesamt 2) | 2                                   | Seventeen                                 | Seventeenth Heaven                                                   | –                         |
| 12. Februar 2024 – 18. Februar 2024 1 Woche | 1                                   | INI                                       | Match Up                                                             | –                         |
| 19. Februar 2024 – 25. Februar 2024 1 Woche | 1                                   | Le Sserafim                               | Easy                                                                 | –                         |
| 26. Februar 2024 – 3. März 2024 1 Woche | 1                                   | Lil League from Exile Tribe               | Trickster                                                            | –                         |
| 4. März 2024 – 10. März 2024 1 Woche (insgesamt 2) | 2                                   | Seventeen                                 | Seventeenth Heaven                                                   | –                         |
| 11. März 2024 – 17. März 2024 1 Woche | 1                                   | West                                      | Award                                                                | –                         |
| 18. März 2024 – 24. März 2024 1 Woche | 1                                   | ≠ME                                       | Springtime in You                                                    | –                         |
| 25. März 2024 – 31. März 2024 1 Woche | 1                                   | Sandaime J Soul Brothers from Exile Tribe | Land of Promise                                                      | –                         |
| 1. April 2024 – 7. April 2024 1 Woche | 1                                   | Tomorrow X Together                       | Minisode 3: Tomorrow                                                 | –                         |
| 8. April 2024 – 14. April 2024 1 Woche (insgesamt 2) | 2                                   | Hikaru Utada 宇多田ヒカル                 | Science Fiction                                                      | –                         |
| 15. April 2024 – 21. April 2024 1 Woche | 1                                   | Boynextdoor                               | How?                                                                 | –                         |
| 22. April 2024 – 28. April 2024 1 Woche (insgesamt 2) | 2                                   | Hikaru Utada 宇多田ヒカル                 | Science Fiction                                                      | –                         |
| 29. April 2024 – 5. Mai 2024 1 Woche | 1                                   | Seventeen                                 | Best Album ‘17 Is Right Here’                                        | –                         |
| 6. Mai 2024 – 12. Mai 2024 1 Woche | 1                                   | Kis-My-Ft2                                | Synopsis                                                             | –                         |
| 13. Mai 2024 – 19. Mai 2024 1 Woche | 1                                   | Zerobaseone                               | You Had Me at Hello                                                  | –                         |
| 20. Mai 2024 – 26. Mai 2024 1 Woche | 1                                   | Trip Knights                              | Ensemble Stars!! Album Series あんさんぶるスターズ!!アルバムシリーズ | –                         |
| 27. Mai 2024 – 2. Juni 2024 1 Woche | 1                                   | The Yellow Monkey                         | Sparkle X                                                            | –                         |
| 3. Juni 2024 – 9. Juni 2024 1 Woche | 1                                   | Ateez                                     | Golden Hour – Part 1                                                 | –                         |
| 10. Juni 2024 – 16. Juni 2024 1 Woche | 1                                   | Naniwa Danshi なにわ男子                  | +Alpha                                                               | –                         |
| 17. Juni 2024 – 23. Juni 2024 1 Woche | 1                                   | Timelesz                                  | Timelesz                                                             | –                         |
| 24. Juni 2024 – 30. Juni 2024 1 Woche | 1                                   | Kōshi Inaba 稲葉浩志                      | Tadamono 只者                                                        | –                         |
| 1. Juli 2024 – 7. Juli 2024 1 Woche | 1                                   | Riize                                     | Riizing                                                              | –                         |
| 8. Juli 2024 – 14. Juli 2024 1 Woche | 1                                   | Ado                                       | Zanmu 残夢                                                           | –                         |
| 15. Juli 2024 – 21. Juli 2024 1 Woche | 1                                   | Enhypen                                   | Romance: Untold                                                      | –                         |
| 22. Juli 2024 – 28. Juli 2024 1 Woche | 1                                   | Niziu                                     | Rise Up                                                              | –                         |
| 29. Juli 2024 – 4. August 2024 1 Woche | 1                                   | Super Eight                               | Super Eight                                                          | –                         |
| 5. August 2024 – 11. August 2024 1 Woche | 1                                   | News                                      | Japanews                                                             | –                         |
| 12. August 2024 – 18. August 2024 1 Woche | 1                                   | Takuya Kimura 木村拓哉                    | See You There                                                        | –                         |
| 19. August 2024 – 25. August 2024 1 Woche | 1                                   | Kenshi Yonezu 米津玄師                    | Lost Corner                                                          | –                         |
| 26. August 2024 – 1. September 2024 1 Woche | 1                                   | Be:First                                  | 2:Be                                                                 | –                         |
| 2. September 2024 – 8. September 2024 1 Woche | 1                                   | Bump of Chicken                           | Iris                                                                 | –                         |
| 9. September 2024 – 15. September 2024 1 Woche | 1                                   | BoyNextDoor                               | 19.99                                                                | –                         |
| 16. September 2024 – 22. September 2024 1 Woche | 1                                   | Buddiis                                   | UtopiiA                                                              | –                         |
| 23. September 2024 – 29. September 2024 1 Woche | 1                                   | WayV                                      | The Highest                                                          | –                         |
| 30. September 2024 – 6. Oktober 2024 1 Woche | 1                                   | One n’ Only                               | Fiesta                                                               | –                         |
| 7. Oktober 2024 – 13. Oktober 2024 1 Woche | 1                                   | Glay                                      | Back to the Pops                                                     | –                         |
| 14. Oktober 2024 – 20. Oktober 2024 1 Woche | 1                                   | Seventeen                                 | Spill the Feels                                                      | –                         |
| 21. Oktober 2024 – 27. Oktober 2024 1 Woche | 1                                   | Mariya Takeuchi 竹内まりや                | Precious Days                                                        | –                         |
| 28. Oktober 2024 – 3. November 2024 1 Woche | 1                                   | Snow Man                                  | Rays                                                                 | –                         |
| 4. November 2024 – 10. November 2024 1 Woche | 1                                   | Tomorrow X Together                       | The Star Chapter: Sanctuary                                          | –                         |
| 11. November 2024 – 17. November 2024 1 Woche | 1                                   | Stray Kids                                | Giant                                                                | –                         |
| 18. November 2024 – 24. November 2024 1 Woche | 1                                   | Enhypen                                   | Romance: Untold – Daydream                                           | –                         |
| 25. November 2024 – 1. Dezember 2024 1 Woche | 1                                   | Hey! Say! Jump                            | H+                                                                   | –                         |
| 2. Dezember 2024 – 8. Dezember 2024 1 Woche | 1                                   | Travis Japan                              | VIIsual                                                              | –                         |
| 9. Dezember 2024 – 15. Dezember 2024 1 Woche | 1                                   | King & Prince                             | Re:era                                                               | –                         |
| 16. Dezember 2024 – 22. Dezember 2024 1 Woche | 1                                   | &Team                                     | Yukiakari 雪明かり                                                   | –                         |
| 23. Dezember 2024 – 29. Dezember 2024 1 Woche | 1                                   | AKB48                                     | Nantettatte AKB48 なんてったってAKB48                                | –                         |
| 30. Dezember 2024 – 5. Januar 2025 1 Woche | 1                                   | Stray Kids                                | Hop (Skzhop Hiptape)                                                 | –                         |